# Carollia monohernandezi
Carollia monohernandezi är en fladdermus i familjen bladnäsor som förekommer i Colombia.
Ett exemplar var 50 mm lång (huvud och bål), hade en 11 mm lång svans, underarmar som var 30,5 mm långa, 11 mm långa bakfötter och 20 mm stora öron. Viktuppgifter saknas. Håren på ovansidan är ljusbruna nära roten och mörkbruna vid spetsen. Pälsen på undersidan är mellanbrun. Svansen är helt omsluten av svansflyghuden. På nedre läppen finns vårtiga utskott som bildar en U. Hudflikarna på näsan har en rund grundform och en lång spjutformig uppsats. Ett annat kännetecken är trekantiga öron.
Individerna lever i låglandet och i bergstrakter mellan 30 och 2660 meter över havet. Ett exemplar från södra Panama tillhör antagligen denna art. Exemplaren vistas i regnskogar och i torra tropiska skogar. Andra arter i samma släkte har främst frukter av växter från släktet Piper som föda.
Inget är känt angående populationens storlek och möjliga hot. IUCN listar arten med kunskapsbrist (DD).